# 혼례의 합창
〈혼례의 합창〉(結婚行進曲, 독일어: Treulich geführt, 영어: Bridal Chorus)은 리하르트 바그너의 1850년 오페라 《로엔그린》의 삽입곡 중 하나로, 흔히 결혼 행진곡으로도 불린다. 서양 각지의 결혼식에서 신부의 입장 때 연주되는 가장 대표적인 결혼식 음악이다. 보통 신부, 신랑이 입장할 때나 퇴장할 때 연주된다.